# RK Sloboda Tuzla
Rukometni klub Sloboda bosanskohercegovački je rukometni klub iz Tuzle. Dio je SD Slobode. Osnovan je 1959. godine. Sjedište je Trg stara tržnica 10, Tuzla.

## Uspjesi
- Premijer liga Bosne i Hercegovine
  -  Prvаk (3): 1994., 1995., 1996.
- Kup BiH
  -  Pobjednik (4): 1994., 1996., 2020., 2021.

## Vanjske poveznice
- Službene stranice  Arhivirana inačica izvorne stranice od 8. veljače 2014. (Wayback Machine)
- Facebook
- EHF  Arhivirana inačica izvorne stranice od 3. ožujka 2016. (Wayback Machine)
- [neaktivna poveznica] UO RK „Sloboda Solana“ Tuzla: Saopštenje RK Sloboda Solana: Kontinuiranog rada sa mlađim selekcijama nije ni bilo!, /03/2016